# Mirehouse
Mirehouse – dzielnica miasta Whitehaven leżącego w dystrykcie Copeland hrabstwa Kumbria, w Anglii. W 2011 dzielnica liczyła 4498 mieszkańców.